# Arabis
Genre
Classification phylogénétique
Arabis est un genre de plantes herbacées de la famille des Brassicaceae, notamment l'un des genres des « arabettes ». 
Ce genre difficile[pas clair], en raison de la nature polymorphe d'un grand nombre de ses espèces, a vu un certain nombre d'entre elles reclassées dans des genres voisins.
Le nom Arabis, créé par Carl von Linné, faisait référence au fait que ces plantes affectionnent les sols sablonneux, des sols qui lui évoquaient le désert d'Arabie. 
L'aire de répartition de ce genre couvre l'ensemble des régions tempérées et froides de l'Eurasie.
L'astéroïde (1087) Arabis porte son nom.

## Liste d'espèces
- Arabis allionii DC. - Arabette d'Allioni
- Arabis alpina L.
  - Arabis alpina subsp. alpina - Arabette des Alpes
  - Arabis alpina subsp. caucasica (Willd. ex Schltr.) Briq. - Arabette du Caucase ou Corbeille d'argent
- Arabis auriculata Lam. - Arabette à oreillettes (syn. Arabis recta)
- Arabis ×arendsii H.R.Wehrh. (Arabis aubrietioides × Arabis alpina)
- Arabis blepharophylla Hook. & Arn. - Arabette de Californie
- Arabis bryoides
- Arabis caerulea (All.) Haenke - Arabette bleue
- Arabis cebennensis DC. - Arabette des Cévennes
- Arabis ciliata Clairv. - Arabette ciliée ou Arabette en corymbes
- Arabis collina Ten. - Arabette des collines
- Arabis glabra (L.) Bernh. - Arabette glabre
- Arabis hirsuta (L.) Scop. - Arabette hirsute, Arabette hérissée ou Arabette poilue
- Arabis ×hybrida Reut. - Arabette hybride
- Arabis ×intermedia Brügger - Arabette intermédiaire
- Arabis kazbegi Mtskhvet.
- Arabis ×kellereri H.Sund.
- Arabis macdonaldiana Eastw.
- Arabis nova Vill. - Arabette des rochers ou Arabette nouvelle
- Arabis ×palezieuxii Beauverd - Arabette de Palezieux
- Arabis pedemontana Boiss. - Arabette du Piémont
- Arabis pendula L.
- Arabis planisiliqua (Pers.) Rchb. - Arabette à siliques plates
- Arabis procurrens Waldst. & Kit.
- Arabis recta Vill. - Arabette droite ou Arabette auriculée
- Arabis rosea DC. - Arabette rosée
- Arabis ×sabauda Brügger - Arabette de Savoie
- Arabis sagittata (Bertol.) DC. - Arabette sagittée
- Arabis scabra All. - Arabette raide, Arabette scabre ou Arabette dressée
- Arabis scopoliana Boiss.
- Arabis serotina E.Steele
- Arabis serpyllifolia Vill. - Arabette à feuilles de Serpolet
- Arabis soyeri Reut. & A.L.P.Huet - Arabette de Soyer-Willemet
- Arabis tibetica Hook.f. & Thomson
- Arabis tunetana Murb.
- Arabis verna (L.) R.Br. - Arabette de printemps

## Espèce déplacée vers un autre genre
- Pour Arabis turrita L., voir Pseudoturritis turrita (L.) Al-Shehbaz